# Club Atlético Palermo
Il Club Atlético Palermo è un tipico "Club de Barrio" di Buenos Aires, il più antico del quartiere Palermo. Ha un'importante storia come società calcistica fondata il 21 luglio 1914, e di pallacanestro.

## Storia
Il Palermo venne fondato nel 1914 a Buenos Aires, nell'omonimo quartiere. Nel 1915 l'Atlas si fuse con il Palermo. Nel 1920 partecipò per la prima volta a un torneo di massima serie, la Copa Campeonato 1920. Retrocesso, nel 1921 vinse la seconda serie della Asociación Amateurs de Football, e tornò la stagione seguente, in Primera División; l'anno successivo fece ritorno in Copa Campeonato, chiudendo al quinto posto. Rimase in tale torneo sino al 1926; nel 1927, con la fusione delle due federazioni, si trovò a disputare la Primera División B, la seconda serie. Disputò il torneo cadetto fino al ritorno in Primera División nel 1933: nel 1934 si fuse con lo Sp. Palermo, terminando all'ultimo posto del campionato 1934.
Il Club Atletico Palermo è anche conosciuto per la sua squadra di pallacanestro di cui faceva parte Ricardo Primitivo González che fu Campione del Mondo con la Nazionale argentina di pallacanestro nel 1950.
All'interno del Club Atletico Palermo è stato girato il film "Tiempo muerto" premiato al 25º Festival Internacional de Cine de Mar del Plata, che racconta le vicissitudini della sua famosa squadra di Basket.
Il Club riveste inoltre un ruolo importante nella vita sociale del "barrio" Palermo, anche grazie al suo famosissimo Ristorante. Nella top 10 dei clubes de barrio di Buenos Aires pubblicato dal giornale "La Razon" dell'8 giugno 2011, il Club Atlético Palermo si è posizionato terzo.

## Palmarès

### Competizioni nazionali
- División Intermedia (AAm): 1

1921
- Tercera División: 1

1925